# Bombo
El bombo es un instrumento musical de percusión membranófono, de timbre muy grave, aunque de tono indeterminado. Debido a su sonido grave, se usa habitualmente para marcar y mantener el pulso en diversos estilos de música.
El instrumento evolucionó desde su introducción en Europa en el siglo XVIII por medio de las bandas jenízaras hasta los distintos tipos de bombo existentes en la actualidad: el bombo de concierto, utilizado en bandas de música sinfónica, orquestas y en música de cámara; el bombo de marcha, utilizado comúnmente por diversas agrupaciones musicales en desfiles o eventos al aire libre; y el bombo de batería, desarrollado desde comienzos del siglo XX y presente en la música de determinados géneros, como rock, pop y jazz. La invención de los parches de plástico constituyó un paso determinante en la evolución del bombo, pues ayudó a aumentar la durabilidad de los parches respecto a los anteriores modelos fabricados con piel, aunque estos son todavía apreciados por ofrecer una mayor calidad de sonido.
El bombo posee un gran espectro dinámico y poder sonoro, y puede golpearse con una gran variedad de mazas y baquetas para lograr diversos matices o efectos. Además, el ataque —o modo de iniciarse el sonido— y la resonancia —o vibración del instrumento— influyen en su timbre. Las técnicas de ejecución incluyen diferentes tipos de golpe como el legato o stacatto, al igual que efectos como redobles, apagado, golpeos al unísono o notas de gracia. Desde sus orígenes es además habitual su empleo junto a los platillos.
En el ámbito orquestal, el bombo evolucionó hacia medidas notablemente mayores, hasta llegar a tamaños de más de dos metros de diámetro, y se suspende en un soporte diseñado para posicionar el instrumento libremente. Por su parte, el bombo de marcha se mantuvo en medidas más pequeñas, adecuadas para poder cargar con el instrumento mientras es tocado, y se benefició de la introducción del plástico en los parches por sus mejores condiciones frente a cambios atmosféricos. Por otro lado, la invención a principios del siglo XX del pedal para golpear el bombo dio lugar al bombo de batería, parte fundamental de dicho instrumento.

## Composición

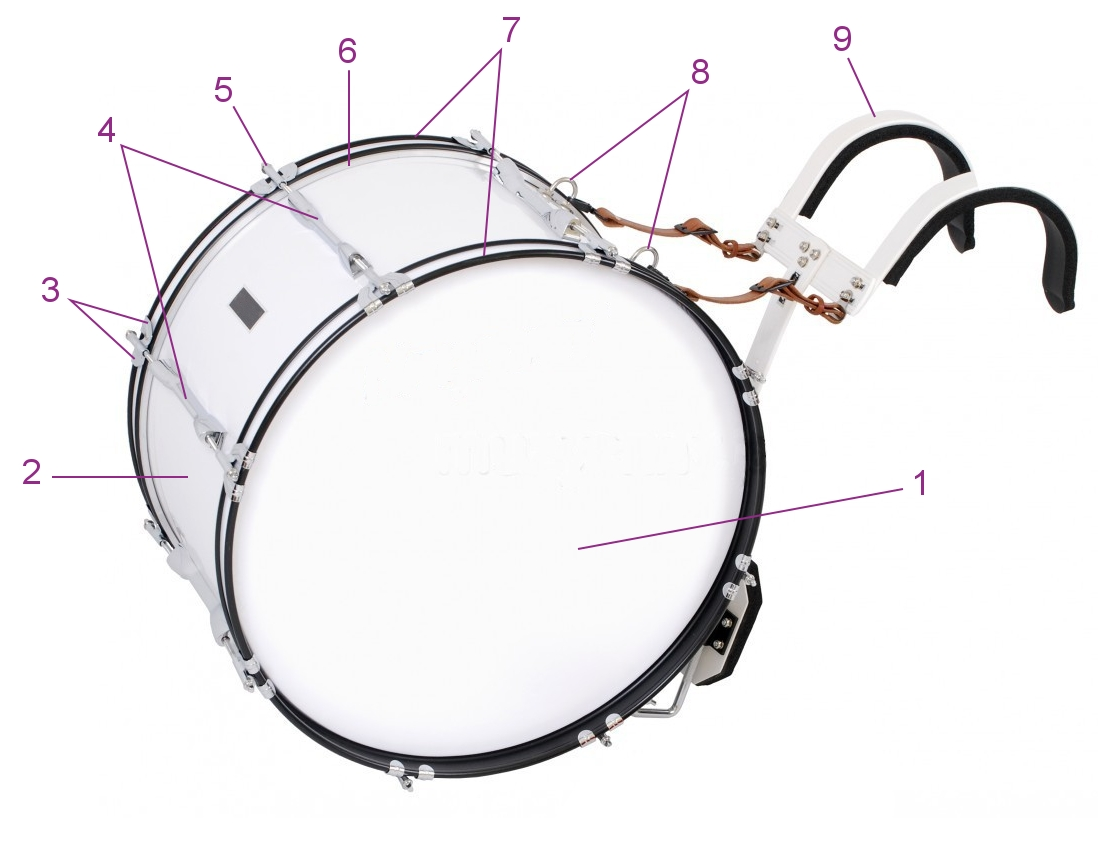
Componentes de un bombo de marcha:
1. Parche o membrana
2. Casco o armazón
3. Gancho de tensión
4. Caballete de tensión
5. Tornillo tensor
6. Aro inferior
7. Aros de tensión
8. Anillas de suspensión
9. Arnés

El bombo está formado por una caja de resonancia cilíndrica llamada armazón o casco, hecha habitualmente de madera —ocasionalmente también de otros materiales como madera contrachapada o metal—, y dos parches estirados atravesando los extremos abiertos del casco. Cada uno de estos parches se encuentra colocado sobre un aro inferior, los cuales tienen un diámetro ligeramente mayor que el casco. Un aro de tensión situado sobre el aro inferior se adhiere con unas sujeciones a donde va montado el armazón, mediante unas palomillas o llaves que actúan como tornillos de tensión. La tensión por medio de tornillos (de 10 a 16 dependiendo del tamaño del instrumento) permite apretar las membranas de forma precisa.
Respecto a los parches, aunque se han realizado notables progresos en el desarrollo de los modelos de plástico, la calidad de sonido de estos no puede reemplazar a la de los de piel, por lo cual es habitual contar con el uso de los últimos en la orquesta. Bombos más pequeños, como los utilizados en la batería o en música militar (especialmente los usados al aire libre), normalmente cuentan con parches de plástico, los cuales son más resistentes al agua y la humedad y tienen menos necesidades de mantenimiento. El parche que es golpeado —o parche batidor— es usualmente más grueso que el opuesto —llamado parche de resonancia o resonador—, si bien se suelen fabricar del mismo material.
En la orquesta, el bombo es normalmente suspendido en correas de cuero o goma, e incluso cables, en un soporte especial que permite al instrumento ser balanceado libremente y colocado en cualquier ángulo o posición de interpretación. Es habitual además que el soporte disponga de bloqueos para las ruedas, para evitar que el bombo se mueva durante la interpretación. Algunos tamaños comunes de bombos sinfónicos son 36x16, 32x16 o 28x14 pulgadas.

## Notación

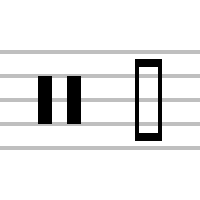
Clave neutral.

A pesar de que estrictamente hablando no es necesaria ninguna clave para instrumentos de tono indeterminado, clásicamente se ha utilizado una notación por pentagrama, aunque desde el siglo XX se prefiere que las partituras para bombo se escriban en una sola línea. En un pentagrama, la parte de bombo se escribe usualmente en el primer espacio, y a veces en el tercero. Se recomienda el uso de la clave neutral, si bien en ocasiones se emplea la clave de fa en cuarta. 
El término bombo utilizado en español proviene del latín bombus, que significa ‘ruido’. La nomenclatura que utilizan los compositores para designar a este instrumento en otros idiomas es Bass Drum —o su abreviatura B.D.— en inglés, Gran Cassa en italiano, Grosse caisse en francés, o Grosse Trommel en alemán. En partituras del Clasicismo, la parte para bombo a menudo se encontraba escrita con dos plicas para precisar el estilo tradicional turco de interpretación.
Por su parte, en música jazz, rock y pop la parte de bombo para batería se escribe invariablemente en la parte inferior del sistema de notación, que suele ser el pentagrama. En ese sistema, la parte para bombo se escribe bajo la primera línea, correspondiente a la nota re en clave de sol.

## Historia

### El tambor turco y la percusión militar

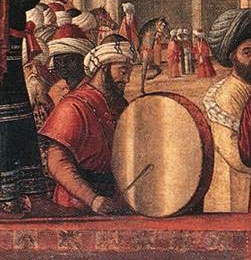
Detalle de una pintura de Vittore Carpaccio, de 1507, donde se muestra un intérprete otomano tocando un tambor que asemeja ser un davul.

Se conocen evidencias de la existencia de grandes tambores de dos parches desde alrededor del año 2500 a. C., en Sumeria. El bombo moderno, tal y como se conoce hoy en día, no evolucionó desde los diversos tambores que se encontraban esparcidos por todo el continente europeo en la Edad Media, sino que es descendiente del davul, un tambor turco con dos parches tensados por cuerdas y utilizado en las bandas de jenízaros otomanos de los siglos XVII y XVIII. Para ser tocado, este instrumento se colgaba sobre el pecho con correas gruesas, lo que hacía más fácil para los soldados transportar sus instrumentos de batalla en batalla. Se golpeaba un costado con una baqueta curva de madera, mientras que el otro se percutía con una varilla ligera, lo que producía un sonido más alto y seco. Se utilizaban a menudo además parches de distintas pieles, como cabra y cordero, para distinguir más los sonidos producidos. El davul producía un sonido mucho más grave que cualquier otro instrumento de la época, y debido a su tono característico eran usados ampliamente en la guerra y en combate, donde se necesitaba un sonido profundo y potente para asegurar que las fuerzas marcharan al paso correcto unos con otros.
Los tambores turcos llegaron a Europa en el siglo XVIII con las tropas jenízaras y sus bandas militares, las cuales mostraban un fuerte énfasis en la percusión. No se tardó en intentar integrar ese sonido en las bandas militares europeas, donde en busca de más empaque y sonoridad el número de integrantes se estaba ya viendo aumentado con nuevos instrumentos de viento como oboes, clarinetes, trompas y fagotes.

### Periodo clásico: inclusión en la orquesta
Las bandas jenízaras se volvieron muy populares en las cortes de Europa, pues su sonido —producido por la combinación de tambores, platillos y triángulo— se percibía exótico, así como el tamaño de los tambores y la forma de tocarlos y llevarlos. A lo largo de la segunda mitad del siglo XVIII la música turca se fue introduciendo en la orquesta —especialmente en las obras operísticas— para lograr usualmente un tono exótico o militar en las composiciones, referido comúnmente como alla turca. Gluck se aventuró con algunos de los primeros usos del bombo, como recurso estilístico en Le cadi dupé (1761), y en 1764 en su obra Los peregrinos de la Meca. Mozart, usando bombo, platillos y triángulo, empleó también la instrumentación de la música turca en El rapto en el serrallo, de 1782, así como Haydn en su música incidental para la tragedia Zara de Voltaire (1777). El mismo compositor usó esta instrumentación para sugerir ambiente militar en su Sinfonía Militar (1794), al igual que Beethoven en alguna de sus últimas composiciones, como en el «Finale» de su Novena Sinfonía (1823).

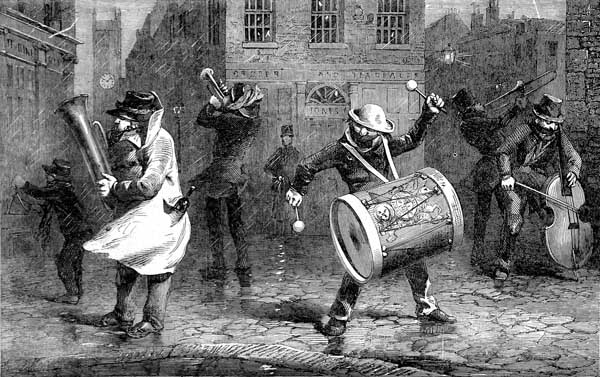
Ilustración del Illustrated London News en 1853, donde se muestran diversos músicos tocando en una calle, uno de los cuales porta uno de los llamados long drum.

A medida que el instrumento se introdujo en la música europea sus proporciones fueron cambiando, y comenzó a existir en dos formas, ambas de dos parches: por una parte el modelo conocido hasta principios del siglo XIX como «tambor turco», el cual conservaba la poca profundidad de casco y un gran diámetro; y por otra parte los llamados long drum (literalmente «tambor largo»), los cuales se popularizaron en Inglaterra tanto en el ámbito militar como en el orquestal, y contaban con una profundidad del casco mucho mayor que el diámetro de los parches (apenas un par de pies de diámetro, pero al menos tres de profundidad), de ahí su nombre.
El instrumento se golpeaba siguiendo usualmente la técnica turca, con baqueta ganchuda sólida en un parche y una varilla ligera en el otro, o en el casco. En los ejércitos europeos, la varilla se reemplazó por un switch —similar a una escoba pequeña y hecha de ramitas de abedul—, y el instrumento era utilizado mayormente para controlar el pulso, ayudando a mantener a la banda sincronizada en tiempo, así como para determinar la velocidad de marcha militar o facilitar una parada completa mediante un doble golpe al final de una frase. El intérprete solía, además, atar las baquetas a sus muñecas mediante un cordel, de manera similar a cómo hacían los primeros intérpretes de kettledrums, para facilitar voltearlas como espectáculo.
En la orquesta, el instrumento se colocaba habitualmente en posición horizontal sobre una base. Para diferenciar los dos golpes, en las partituras de la época se utilizaba la posición de las plicas: hacia arriba, hacia abajo, e incluso ambas. Este método, utilizado normalmente de forma posterior para indicar la combinación de bombo y platillos, indicaba que la nota debía ser tocada con baqueta y caña simultáneamente. Sobre esto, Julius Rietz comentó en 1868: «Las notas dobles en el bombo son hoy en día inexplicables para muchos. Debería indicarse que este instrumento se golpeaba en ambos costados: en el lado derecho con la baqueta de madera, y en el lado izquierdo con la escobilla de abedul (ruthe). Las notas que son situadas boca arriba (los golpes más rápidos) pertenecen a la escobilla, y las más bajas a la baqueta.» Las notas en la parte fuerte del compás se ejecutaban con la maza sólida, mientras que en los restantes pulsos débiles se empleaba la escobilla, que proporcionaba un efecto semejante al de las escobillas actuales en el jazz. En un típico compás de 4
4 en la música militar de la época, se producía un sonido resultante thump-chack-chack-chack, completamente diferente del moderno boom-boom-boom-boom, que es menos rítmico debido a su resonancia, pero plaga las representaciones de Mozart y Haydn.

### Periodo romántico: evolución en su empleo
Debido a su mejor sonido, el tambor de poco fondo fue sustituyendo al más profundo y cilíndrico, y se empezó a utilizar de forma más frecuente en las composiciones orquestales. El uso del bombo en las óperas del siglo XIX facilitó la inclusión del instrumento en la orquesta romántica, y conllevó que el bombo fuera perdiendo, con el paso del tiempo, su tono exótico. Hacia mediados del siglo XIX, el bombo formaba ya parte habitual —junto con los timbales y el tambor militar— de los conjuntos orquestales. La utilización de mazas almohadilladas para el bombo comenzó también a ser usual; el italiano Gaspare Spontini, en su ópera La vestale de 1807, fue probablemente el primer compositor en requerir que el instrumento fuera golpeado con baquetas cubiertas con fieltro.

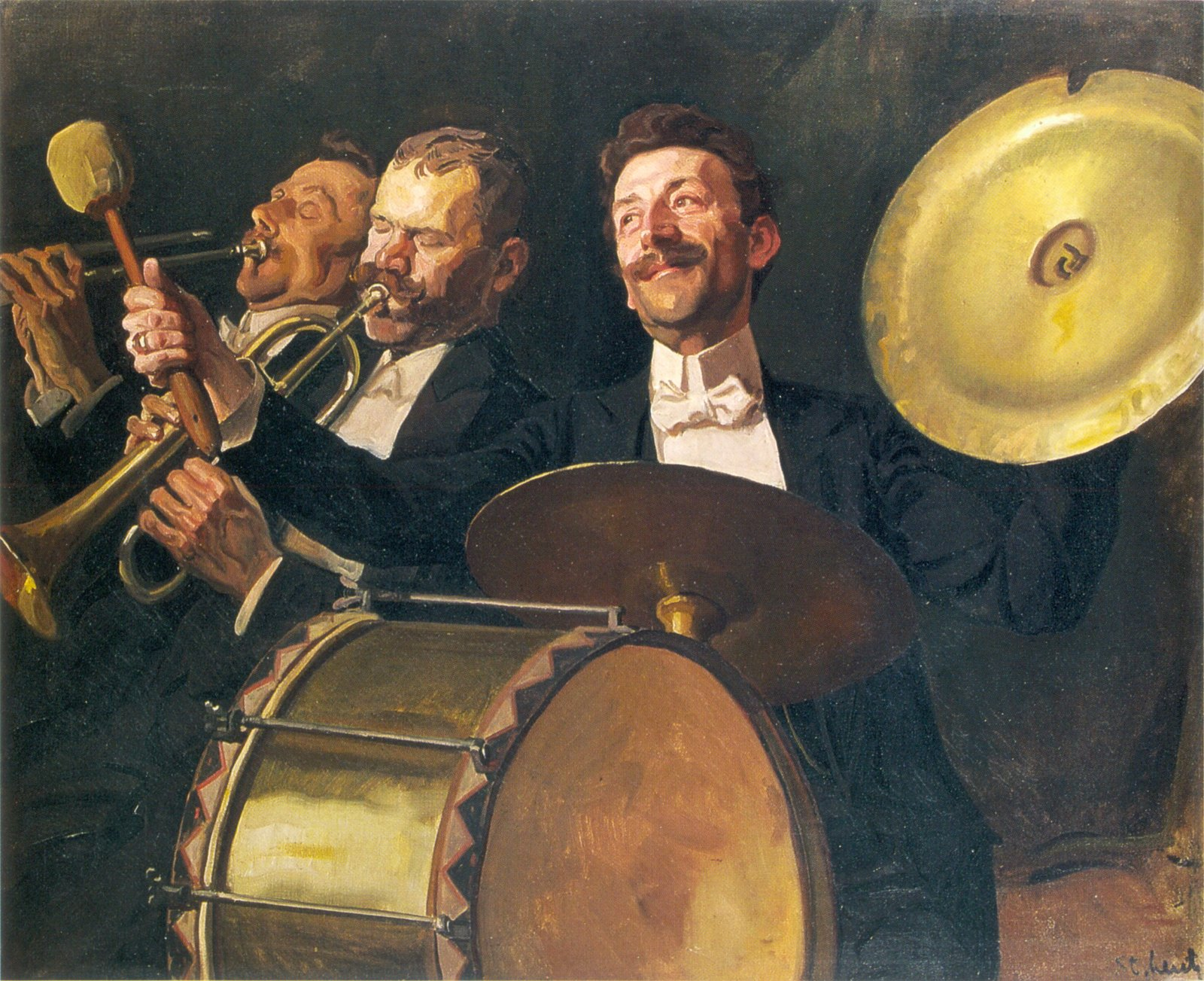
Pintura al óleo donde se muestra un músico tocando bombo y platillos.

En las interpretaciones contemporáneas del periodo romántico, los platillos se tocaban usualmente de forma conjunta con el sonido sombrío y amenazante del bombo, que únicamente solía recibir secuencias simples de golpes. Las notas de plato eran una parte integral de la interpretación práctica y no se escribían usualmente en la partitura, lo cual dejaba a interpretación cuando los dos instrumentos debían ser utilizados conjuntamente o no. Rossini, cuando escribía para gran cassa y piatti, generalmente lo hacía a la manera moderna en una única línea, a pesar de que en su obra El turco en Italia de 1814 la gran cassa viene indicada con el primer golpe bajo la línea y el segundo, tercer y cuarto golpes sobre ella. Esto es seguramente no un golpe de bombo seguido de tres de plato, sino que probablemente indica la maza turca seguida de switch, a la manera del antiguo estilo alla turca. En múltiples óperas de Rossini, como por ejemplo en las oberturas de La italiana en Argel y Tancredi, ambas de 1813, así como posteriormente con Armida y Guillermo Tell, este demanda simplemente Banda Turca. El uso de bombo y platillos es notorio en óperas de Verdi, como Rigoletto (1851) y La Traviata (1853), donde a no ser que se requiriera Cassa sola (en contraposición a Gran Cassa) se presuponía un empleo conjunto. A menudo, algunos compositores de la Ópera de París escribían las partes de plato y bombo para ser interpretadas también por un solo músico. Para lograr la interpretación simultánea, se acoplaba un plato al casco del bombo, mientras que el músico sostenía el otro plato con una mano, y la maza de bombo en la otra. Otras veces, los instrumentos eran tocados por intérpretes distintos, ya que la sonoridad de ambos instrumentos se resentía al ser tocados por un solo músico.

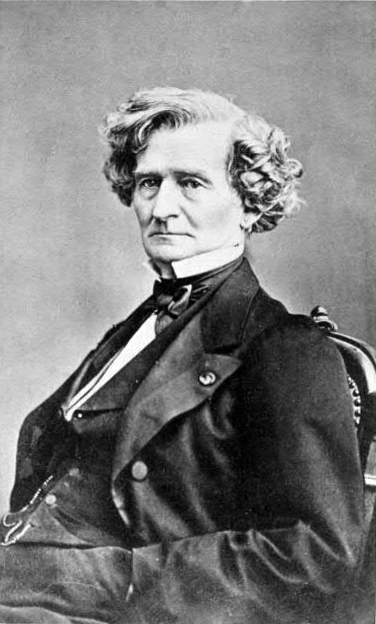
Berlioz se mostró crítico con la combinación de platillos y bombo.

La moda del uso simultáneo de platillos y bombo alcanzó tal punto que Berlioz, en 1843, llegó a protestar en su Gran Tratado de Instrumentación por la forma en que algunos compositores empleaban esta práctica, la cual consideraba que estaba siendo sujeta «al más atroz abuso»: la grosse caisse (literalmente, «tambor grande») —como se solía llamar al instrumento debido a sus enormes proporciones— estaba siendo usada por «novatos en el arte hambrientos de efectos» que únicamente buscaban impresionar «a través de pomposidad orquestal y efectos potentes» en detrimento del atractivo musical. Muchos compositores, añadía, arruinaban todo «con su continuo thump, thump, thump, anulando el sonido de la orquesta y exterminando las voces, por lo que no hay melodía, armonía, patrones musicales ni expresión». El compositor llegó a apuntar que el uso de bombo bajo un ritmo regular, como el primer golpe de cada compás, conduciría inevitablemente a ralentizar la orquesta debido a que el percusionista usualmente toca tras el pulso. Berlioz también consideraba intolerable la interpretación conjunta por un único músico, ya que el tono del plato perdía en calidad, con un ruido «como si uno dejara caer un saco lleno de hierros viejos y cristales rotos. [...] Como mucho serviría para acompañar monos danzantes, juglares, tragasables y comeserpientes en lugares públicos y las plazas urbanas más mugrientas». Remarcaba cómo de valioso puede ser el bombo cuando está bien escrito, y describió su propio uso en la Sinfonía fantástica de 1830, donde llega a pedir un redoble para bombo ejecutado por dos intérpretes con baquetas de timbal. El primer redoble —o trémolo— para ser ejecutado por un único percusionista aparece probablemente en Lo que se escucha en la montaña (1849), de Franz Liszt. Este efecto, usado también eficazmente por Wagner, fue requeriéndose en obras tales como El aprendiz de brujo (1897) de Dukas, El pájaro de fuego (1910) de Stravinski o El horno de las fieras (1966) de Britten.

### Establecimiento
Si bien el modelo más común a principios del siglo XIX era todavía el tambor turco o el long drum, en Reino Unido comenzó a proliferar otro modelo de bombo, denominado gong drum, de un solo parche y cuyo tono se consideraba mejor que el del bombo usual de dos parches. Debido a que en estos modelos se utilizaba un sistema de tensión con pernos de hierro —en lugar del habitual sistema por cuerdas— la tensión era más fácil de controlar, aunque se trataba de un sistema más laborioso. Para obras como el Requiem de Verdi, donde el compositor solicita que las cuerdas estén bien tensionadas para los golpes seco e molto forte del «Dies irae», pero aflojadas para las notas ppp en el «Mors stupebit», se trataba de un sistema menos apropiado, si bien puede interpretarse mediante el uso de dos instrumentos. Toscanini solía además pedir un bombo muy grande para sus interpretaciones de esta pieza, con el bombo colocado de la manera en que Berlioz pedía para —entre otras— su Sinfonía fantástica.

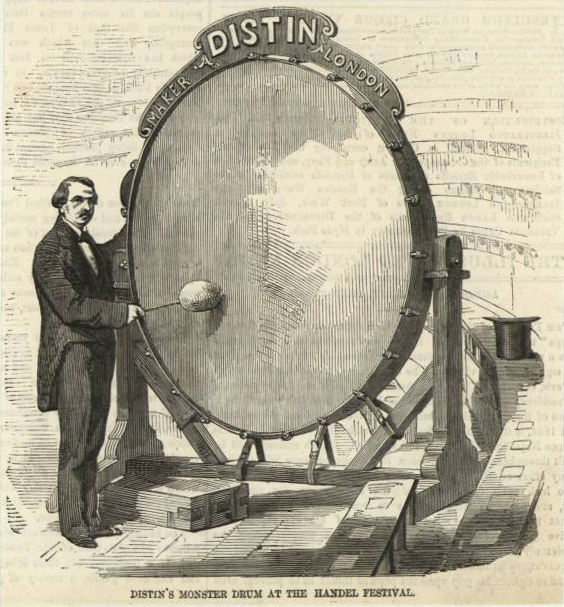
El monster drum de Distin realizó su estreno en Londres, en 1857, con motivo de un festival.

De hecho, existía frecuentemente una demanda de bombos orquestales más grandes, en búsqueda de un mayor volumen de sonido. Henry Distin se hizo cargo de esta inquietud cuando la firma Messrs. Distin produjo y patentó en 1857 su Monster Bass Drum (literalmente, bombo monstruoso), un gong drum el cual se consideró durante largo tiempo como el bombo más grande del mundo. Tenía una altura total de unos ocho pies —siendo el parche de unos 7 pies de diámetro (casi 2,5 metros)— y un aro con 30 piezas de sostén machihembradas. El parche, de unos 7 milímetros de espesor, parece que se fabricó a partir de la piel de un buey ganador de un concurso de ganadería, si bien otras fuentes afirman que se importó piel de búfalo. Más tarde, en 1956, Gerard Hoffnung fabricaría un bombo enorme para su primer Hoffnung Music Festival; tanto, que hubo que desarmar las puertas del Royal Festival Hall para que cupiera, pero resultó ser solo visualmente efectivo, con un tono exiguo. En realidad, el tamaño poco tiene que ver con la calidad de sonido del instrumento, y modelos pequeños de bombo pueden proporcionar una gran calidad de sonido.

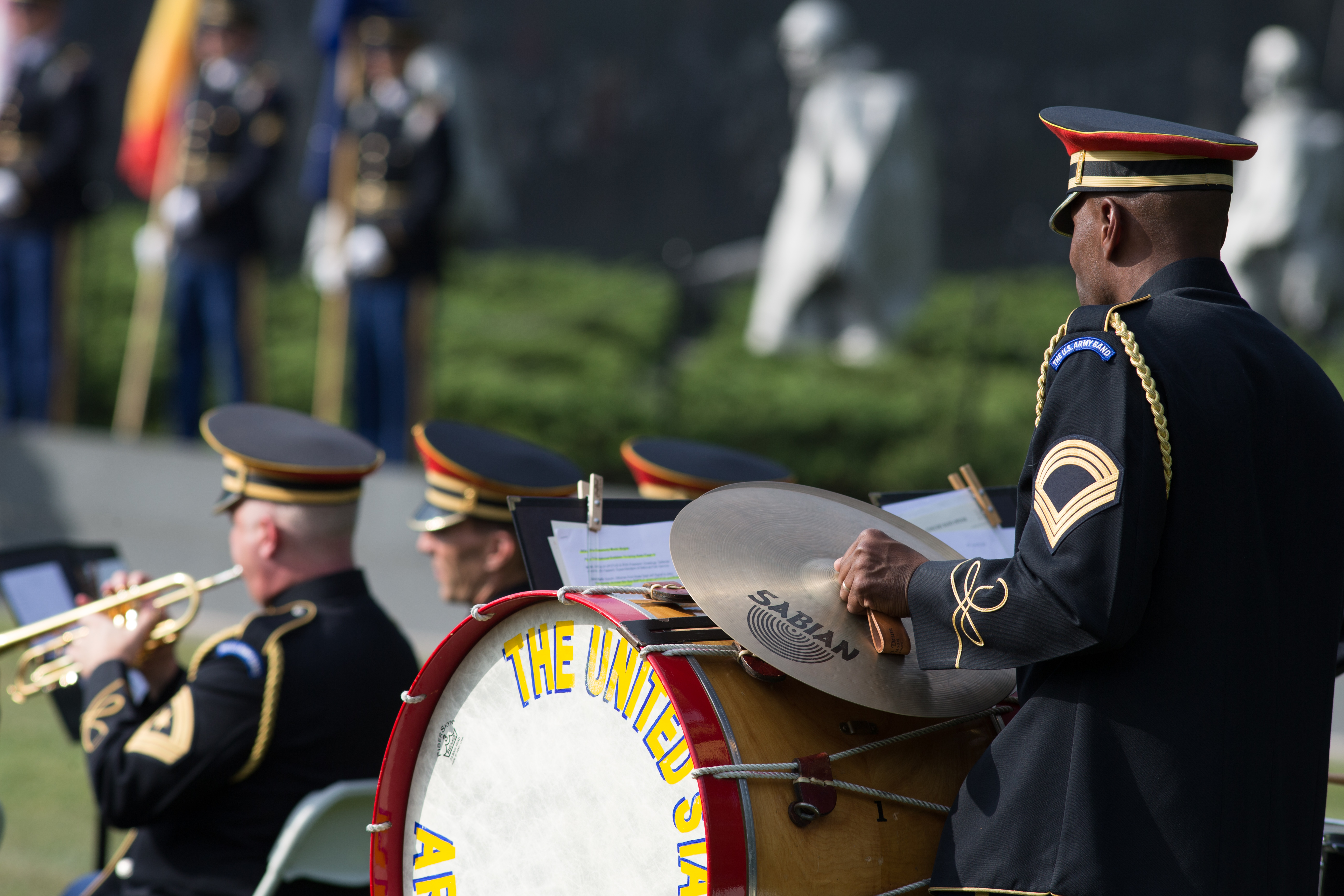
El uso conjunto de bombo y platos se convirtió en práctica habitual, en especial en el ámbito militar.

A mediados del siglo XIX, el sistema de tensión por tornillos fue reemplazando al de tensión por cuerdas que se venía usando hasta el momento. El casco ya no se fabricaba únicamente de madera, sino también de latón o aluminio. Asimismo, la técnica de ejecución fue evolucionando, y en el ámbito orquestal se empezó a golpear realizando un cierto arco amplio hacia abajo. A pesar de los reparos de Berlioz, el uso de un plato fijado al casco del bombo para que pudiera ser golpeado por el otro plato por el mismo intérprete se convirtió en práctica común a lo largo del siglo XIX y en el XX, especialmente por bandas militares en conciertos. Mahler en ocasiones llegó a requerir esto como estilo militar. También Mahler requirió el uso de la tradicional escobilla de abedul en sus sinfonías, en el aro de madera en el scherzo de su Segunda Sinfonía y de la manera tradicional en su Séptima Sinfonía, de nuevo diferenciando la posición de las plicas. Balákirev utilizó este mismo sistema de notación en Tamara, para indicar el golpeo alternativo en ambos parches del instrumento.

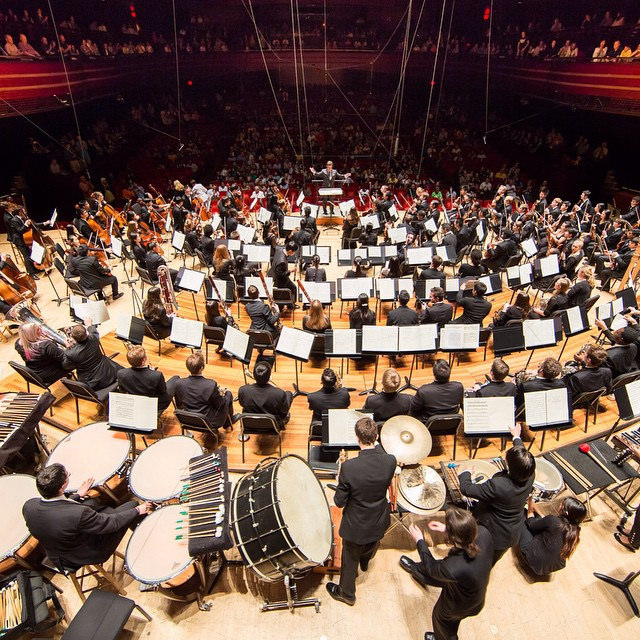
Vista trasera de una orquesta moderna. En el centro, un bombo.

En la orquesta moderna, el bombo es habitualmente suspendido de un marco que permite al instrumento balancearse libremente y ser colocado en cualquier ángulo para ser golpeado. Ocasionalmente, también se puede colocar sobre una plataforma especial, con los parches del instrumento perpendiculares al suelo. La profundidad del casco suele oscilar entre 35 y 55 centímetros, mientras que el diámetro de los parches varía comúnmente entre 70 y 100 centímetros. En las partituras orquestales, el bombo se ha convertido, junto con los platillos, en el instrumento de percusión más utilizado tras los timbales.

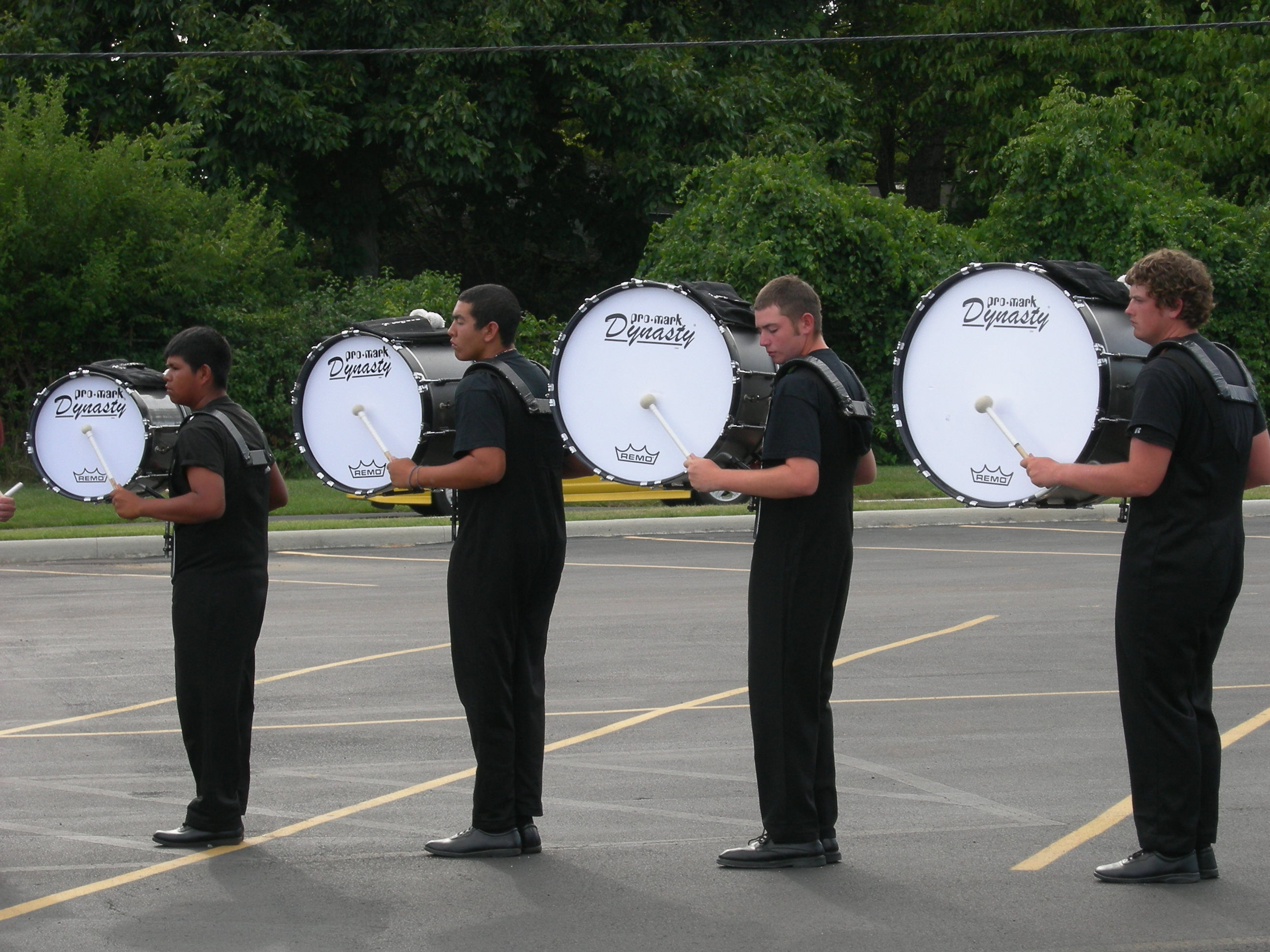
Set de bombos de una marching band.

Fuera del ámbito orquestal, los bombos —tensionados o bien por cuerdas como en las bandas militares, o mediante varillas metálicas— se habían mantenido por el contrario en unas dimensiones menores. Uno de los propósitos de la utilización de bombos de poco tamaño era la búsqueda de sonidos más breves y secos, y ritmos más cortantes. En las bandas militares, las cuales se habían visto incrementadas en tamaño y más reglamentadas, el bombo mantenía su popularidad, pero la utilización por lo general de modelos de tamaños inferiores a los sinfónicos obedecía además a razones logísticas, en aras de la portabilidad del instrumento. A comienzos del siglo XX, aquellos con tensión por cuerda de las bandas militares tenían típicamente unas medidas de 75 centímetros y 15 de profundidad, se solían llevar sobre el pecho colgados mediante correas cruzadas —tal y como todavía se sigue utilizando, y como ya se utilizaba desde la época de los long drum ingleses— y eran golpeados en ambos parches. Los bombos de marcha cuentan modernamente con unas dimensiones que usualmente oscilan entre 14 y 30 pulgadas de diámetro y una profundidad de 10 a 18 pulgadas. El instrumento, sujeto mediante correas o un arnés a los hombros, ejerce en este ámbito primordialmente la función de marcar el tiempo de la banda. Pueden conseguirse, sin embargo, otros usos variados, como en el caso de las marching bands, donde la utilización de sets de bombos de distintos tamaños permite mantener fraseos melódicos.

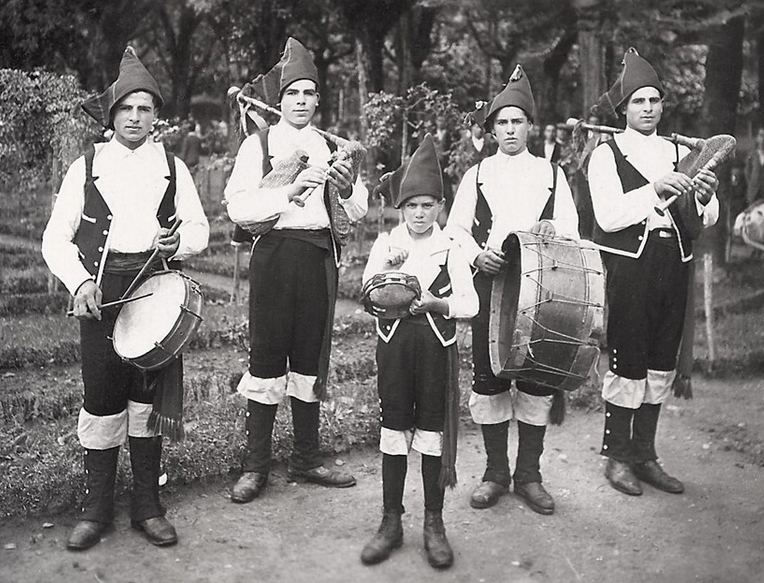
Agrupación tradicional gallega, con gaitas, tambor y bombo, a finales de la década de 1920.

En el ámbito popular, el bombo evolucionó de diversas formas —a menudo conservando la tensión por cuerdas—, y se fue utilizando tradicionalmente como acompañamiento de otros instrumentos, como por ejemplo gaitas o dulzainas. En Latinoamérica toda la información referente a bombos, cajas y demás (membranófonos) es posterior a la llegada de los españoles a América. Es por esto que los bombos populares Latinoamericanos cuentan con gran influencia de tambores y tradiciones indígenas. Algunos ejemplos son el bombo legüero en Argentina, la zabumba brasileña, o las tamboras de México y Colombia. En España persisten las tradicionales tamborradas, donde tocan agrupados gran cantidad de bombos y otros tambores populares. 
Por su parte, los bombos utilizados a principios del siglo XX en las orquestas de baile solían utilizar tensión por tornillos y eran algo más pequeños que los de marcha, de unos 60 centímetros de diámetro, aunque lo suficientemente anchos como para colocar un soporte (trap tray) encima del bombo. El instrumento estaba situado en el suelo, mientras que el intérprete se colocaba sentado en un taburete. Progresivamente, se fueron montando sobre el casco del bombo instrumentos como platillos, cencerros, tom-toms o pequeños instrumentos de efectos, y a esta combinación de elementos, acompañados de caja y charles, se le comenzó a conocer como batería.

### Evolución de los parches

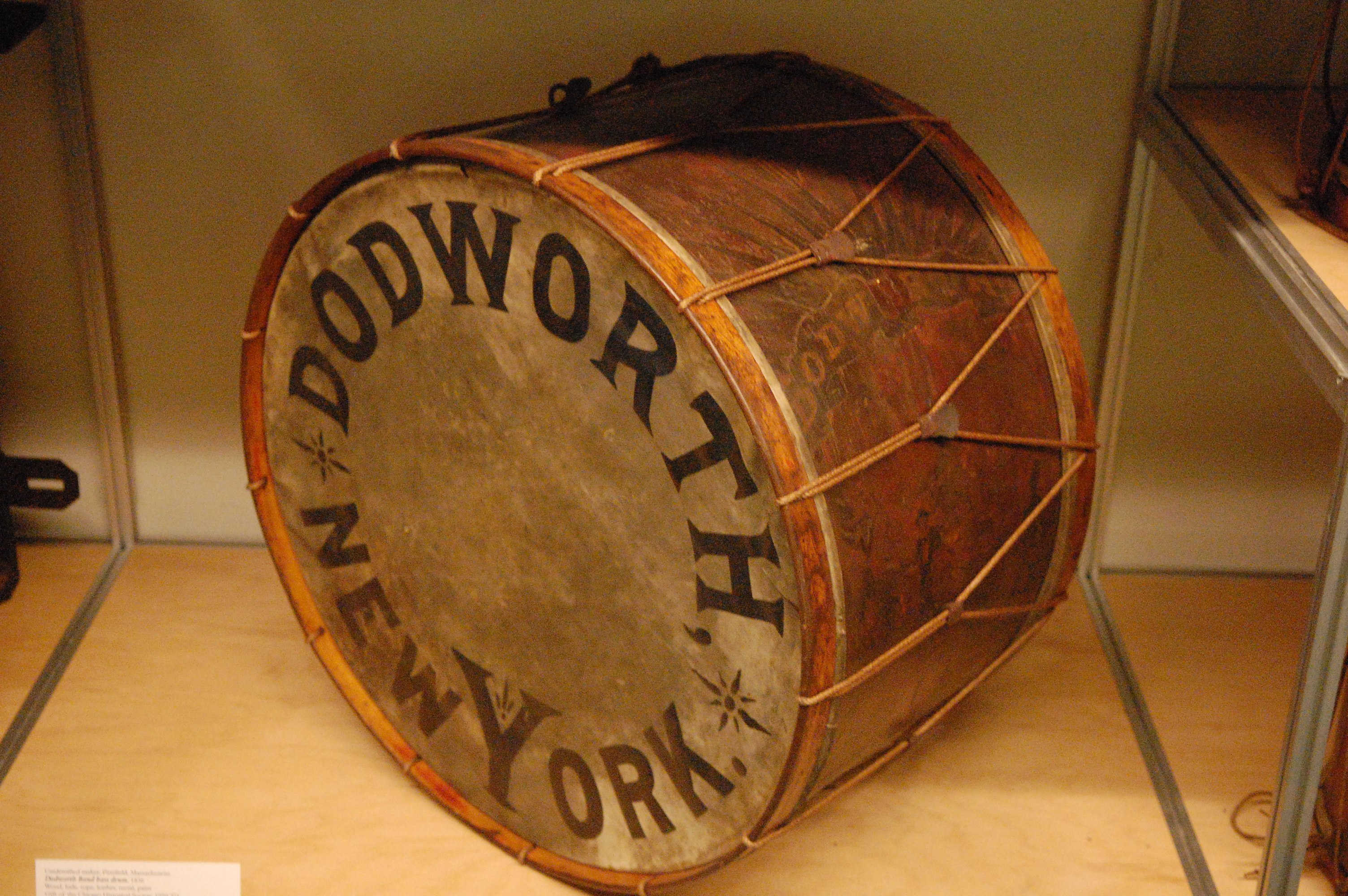
La piel es un material muy sensible a las condiciones del ambiente.

De forma tradicional, para la construcción de los parches se utilizaban pieles principalmente de becerro, las cuales son más finas y resistentes que las de vacas adultas; también se utilizaban otros tipos de piel, como de cabra, caballo, e incluso burro, que son igual de apropiadas, aunque más difíciles de adquirir. Al ser la piel un material higroscópico —es decir, que tiende a absorber la humedad del aire o a desprenderla cuando está seco—, estos parches se vuelven prácticamente inutilizables cuando hay mucha humedad en el aire, pues se quedan flojos, pesados y destensados, en detrimento del sonido del instrumento. Por el contrario, en un ambiente demasiado seco se tensan en exceso e incluso llegan a pelarse y romperse. Al verse expuestos los parches a las influencias de agentes atmosféricos, este problema era especialmente grave para las secciones de percusión de las bandas al desenvolverse en la intemperie.

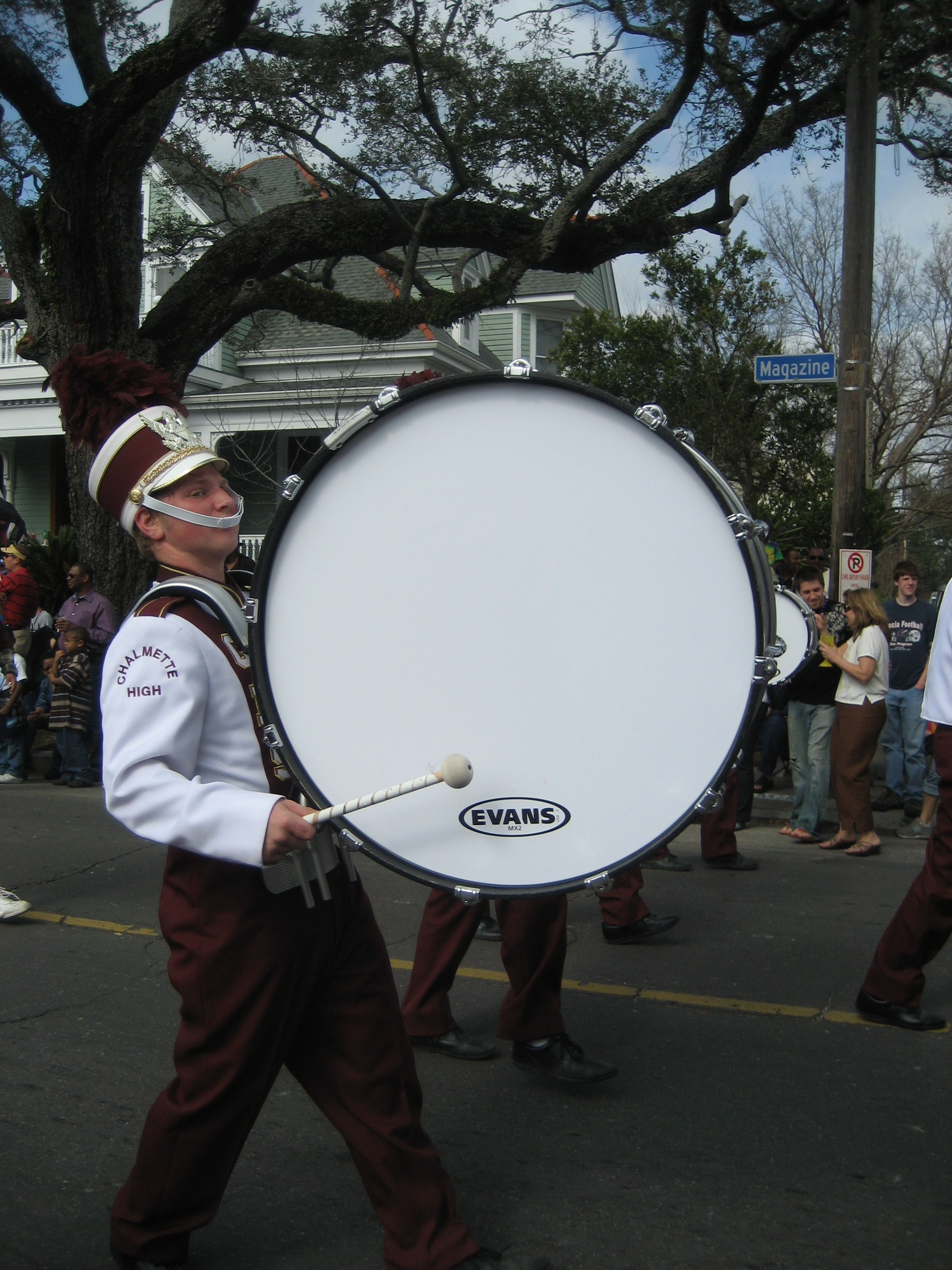
Músico tocando un bombo con parche de Mylar en un desfile.

Se realizaron algunos intentos de construcción de parches con diferentes materiales —como por ejemplo una patente del siglo XIX de parche hecho de paño saturado en acetato de celulosa—, pero ninguna de esas ideas tuvo realmente éxito en el empeño de sustituir la piel como material para fabricar los parches hasta la llegada en la década de 1950 de los modelos sintéticos de Mylar, los cuales no se mostraban afectados por las condiciones climáticas.
La introducción del Mylar provocó el declive del uso de los parches de piel en la música de baile y militar debido también a otros factores como su coste o su volumen. La música estaba cambiando a finales de la década de 1950; hasta entonces, las formas musicales habían tenido relación con el swing y tendían hacia el rock & roll y el rythm & blues. Estos estilos demandaban más sonoridad, acompañando la introducción de instrumentos como la guitarra eléctrica que se habían visto evolucionados desde su diseño acústico tradicional. Los parches de piel, cuya máxima calidad la ofrecen a volúmenes medio-bajos, no podían competir en volumen con el resto de instrumentos amplificados, y su durabilidad se veía resentida al ser usados en esas circunstancias. La aparición del Mylar, bastante más barato que la piel, facilitó también que las propias compañías musicales fabricasen los parches ellas mismas, pudiendo así controlar mejor la producción y desligarse de los productores de parches de piel. Las empresas pioneras en la utilización de este material —Evans y Remo— pasaron a dominar el mercado, mientras que algunas empresas fabricantes de parches de piel desaparecieron o se dedicaron a la industria peletera, y otras, como Ludwig o Slingerland se reconvirtieron al nuevo material. Por su parte, el uso de parches de piel sigue presente ampliamente en el ámbito orquestal, pues estos son capaces de producir una mayor calidad sonora que la de los parches de plástico.

### Bombo de pedal

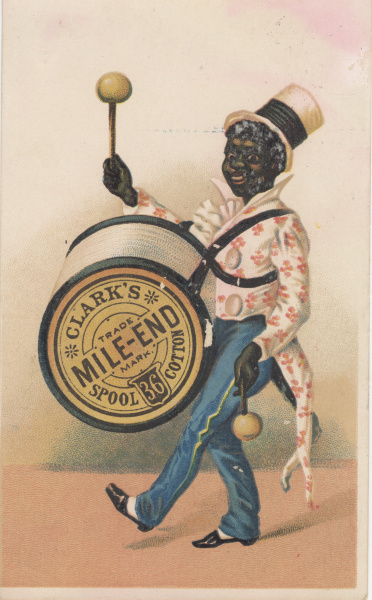
Un músico de raza negra toca un bombo de marcha. Caricatura de comienzos del.

Tras la guerra civil estadounidense, en los estados sureños —y especialmente en Nueva Orleans— surgieron ciertas bandas compuestas predominantemente por músicos de raza negra y constituidas inicialmente como banda para funerales. Estas agrupaciones incorporaban instrumentos como cornetas, trombones y clarinetes, provenientes a menudo de la guerra entre estados, e incluían varios percusionistas para tocar caja, bombo y platillos, los cuales se veían usualmente acoplados al bombo. Los bombos medían unas 20 o 30 pulgadas de diámetro, mientras que las cajas usaban tensión por cuerdas, típicas de las marching bands de regimientos.

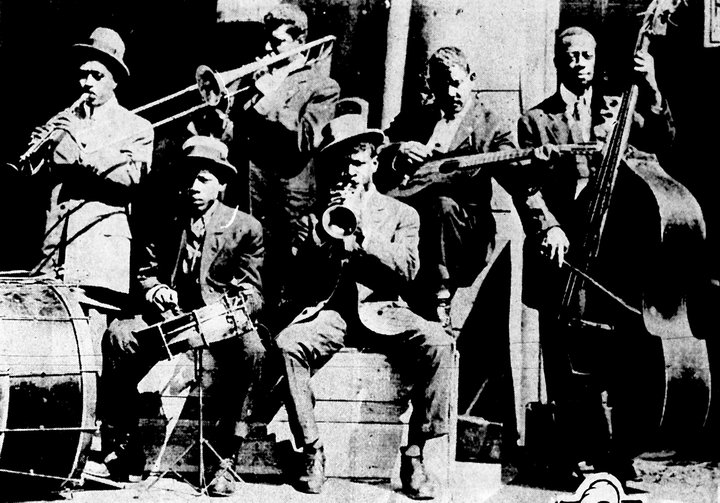
Fotografía grupal de The Eagle Band, una agrupación conocida de Nueva Orleans a comienzos del.

A finales del siglo XIX, estas bandas comenzaron a realizar espectáculos en interiores, proporcionando entretenimiento para bailes, fiestas, y diversos eventos sociales como vodeviles y teatros. Algunas agrupaciones comenzaron a volverse sedentarias, orientándose únicamente para entretenimiento en interiores, donde se utilizaban bombo, caja y platillos, pero también instrumentos de percusión accesorios o para diversos efectos de sonido. La necesidad de dos o más percusionistas disminuyó: cada músico requería una paga y ocupaba espacio en el limitado espacio disponible, por lo que en busca de economización se esperaba que un único intérprete tocara varios instrumentos, idea a partir de la cual comenzó a originarse el concepto de batería. La caja, apoyada en un soporte y en una posición inclinada apropiada para el agarre tradicional de marcha, pasó a colocarse suficientemente cerca del bombo para que un solo músico pudiera tocar ambos instrumentos simultáneamente. Esta técnica, denominada double drumming, involucraba coordinar las manos para tocar ambas partes, el bombo posicionado a la derecha del intérprete, un pequeño platillo turco montado sobre el bombo y un uso del doble golpe, y se convirtió en una marca característica del jazz en las siguientes generaciones.

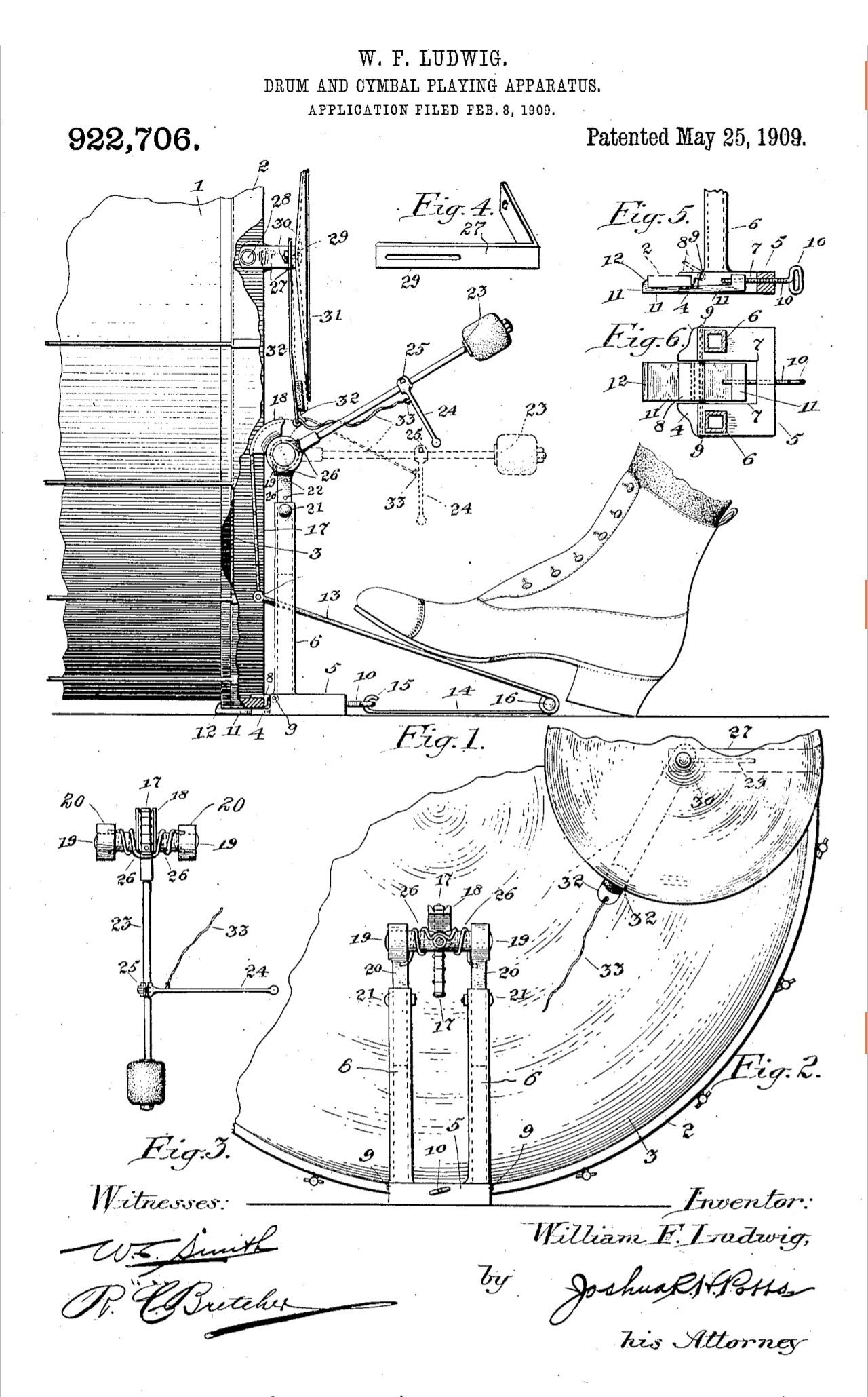
Detalle de la primera patente de pedal de William F. Ludwig.

Sin embargo, muchos intérpretes encontraron el double drumming limitado y centraron sus esfuerzos en desarrollar métodos para liberar las manos y poder tocar ritmos en la caja mientras tocaban con el pie el bombo, colocado el suelo tal que los parches estuvieran de forma vertical. En la década de 1890 se experimentó con diversos modelos de pedales para bombo, uno de los cuales incluía un dispositivo que golpeaba un pequeño plato adosado al bombo simultáneamente al golpear el parche del bombo, emulando el sonido tradicional de bombo y plato en la marcha. Por lo general, estos dispositivos contaban con complicados sistemas de movimiento de punta y talón para golpear el parche y hacer volver al pedal a su posición inicial. Algunos de estos modelos se mostraban en la forma usual, sujetos al aro inferior del bombo, mientras que otros colgaban desde arriba del bombo unidos por una cuerda a un pedal posicionado en el suelo. Otros mecanismos no contaban siquiera con pedal alguno, y estaban formados por una cuerda atada directamente al zapato del músico. Estos modelos iniciales, además de ser voluminosos y engorrosos, se mostraban algo limitados, siendo poco capaces de ejecutar adecuadamente figuras musicales sencillas como las negras.

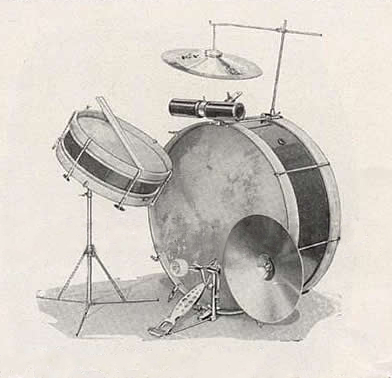
Set mostrado en el catálogo Ludwig de 1918.

William F. Ludwig, un emigrante alemán que tenía un puesto de percusionista en un teatro de Chicago, decidió crear en 1909 su propio pedal, al no sentirse satisfecho con el modelo de madera que utilizaba para tocar los emergentes ritmos de jazz y ragtime. Ludwig fabricó el primer modelo de pedal realmente útil, el cual permitía tocar el bombo de manera más rápida, precisa y cómoda. El modelo no tardó en popularizarse, y comenzó a ser producido en masa en metal bajo la firma Ludwig and Ludwig.

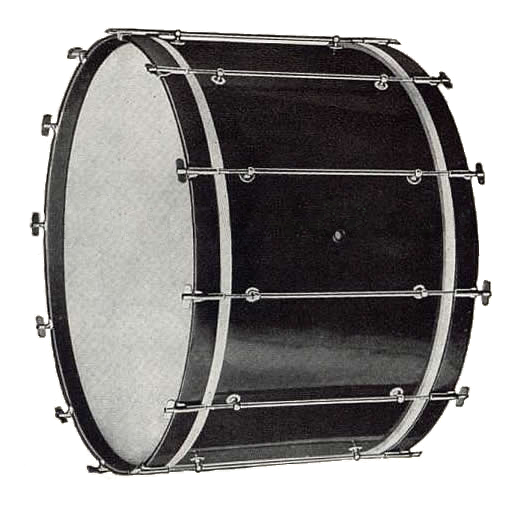
Modelo de bombo diseñado por Ludwig & Ludwig en 1919, fabricado en caoba y con tensión separada.

Los bombos que se usaban en baterías de las primeras décadas del siglo XX tenían unas medidas de 28, 30 o 32 pulgadas de diámetro, y unas 14 o 16 pulgadas de profundidad. No tenían ningún sistema apagador, y contaban con unas espuelas sujetas a los aros para mantener en su sitio el instrumento. El peso de los modelos —fabricados en madera sólida habitualmente de arce, nogal o caoba— garantizaba su estabilidad. El uso de bombos de estas medidas era adecuado en actos al aire libre en los que no había amplificación y se necesitaba gran volumen, pero los baterías requerían, sin embargo, kits más compactos para facilitar el traslado de los instrumentos y su uso en locales cerrados. En busca de soluciones, diversas compañías comenzaron a intentar convertir el bombo en un estuche contenedor, e incluso en 1917, William A. Barry patentó un modelo de bombo plegable de chapas de aluminio de 28 por 14 pulgadas, el cual podía doblarse en cuatro partes y ser empaquetado ordenadamente en una funda elíptica. En la década de 1920, otras compañías siguieron esta misma dirección con el lanzamiento de algunos modelos plegables más, aunque por lo general estos bombos no consiguieron demasiada durabilidad.
A partir de la década de 1930, se llevó finalmente a cabo una importante reducción en el tamaño de los bombos, así como la introducción de herrajes más ligeros. Aunque no se habían realizado grandes cambios en el diseño del instrumento —exceptuando la llegada de la doble tensión en lugar de la tensión simple o por bellotas de tubo—, el diseño personalizado de parches pintados a mano había cobrado por otra parte cierta importancia. Esto servía como medio para atraer atención sobre el instrumento, que por entonces cumplía básicamente con la función de marcar y mantener el tiempo con figuras sencillas como negras regulares.

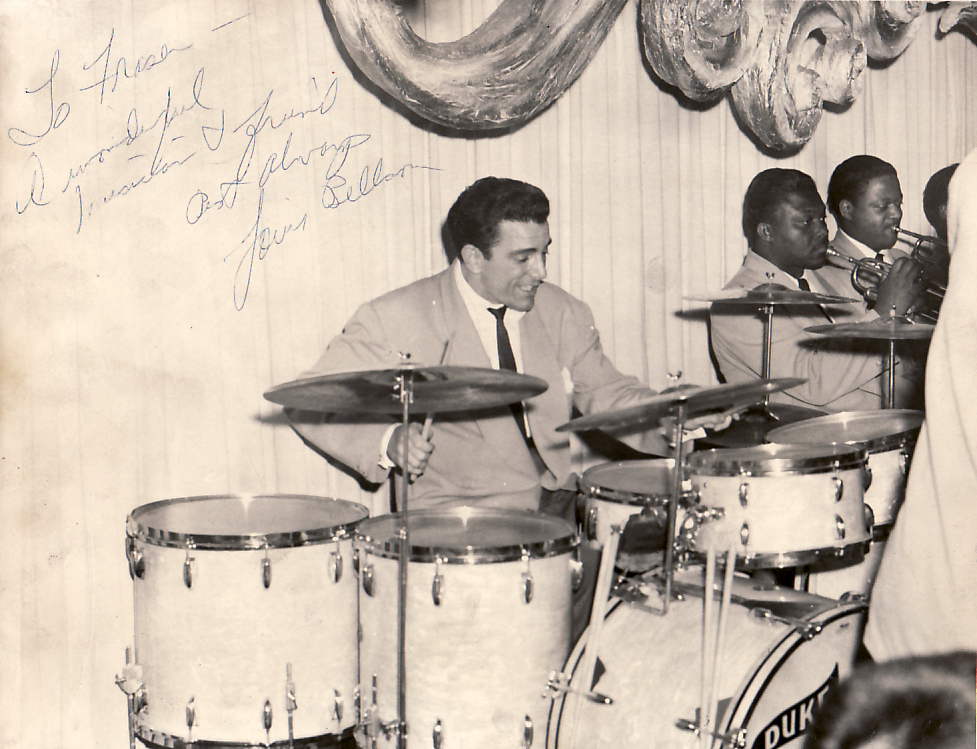
Louie Bellson en 1952.

En 1940, la firma Gretsch empezó a construir modelos de baterías con doble bombo, gracias a la idea de Louie Bellson, y en esa década que empezaba, con la era del bebop, el rol del bombo en la batería evolucionó para pasar a ser un elemento interactivo, marcando ciertos acentos junto con la caja. Los anteriores bombos de 28 pulgadas habían pasado a ser sustituidos por modelos más pequeños con diámetros de 20 e incluso 18 pulgadas. Hasta el momento, los cascos se construían de una sola pieza de madera, y Gretsch introdujo otro cambio importante en el diseño de las baterías: el uso de contrachapado.
Más tarde, desde la aparición del rock a mediados de la década de 1950 empezaron a usarse otra vez bombos más grandes, de 22 y 24 pulgadas, pero siendo esta vez apagados o amortiguados, para sacar máximo rendimiento al ataque. Sobrevino por este entonces un rediseño radical de los herrajes que acompañaban a los tom-toms y a otros instrumentos, para mantenerlos dentro del alcance del batería, y estos instrumentos auxiliares comenzaron a verse sobre el bombo, en lugar de a su lado. En 1965, Joseph Peters registró una patente de un pedal con el que buscaba poder utilizar dos mazas diferentes en un mismo bombo; Allan Simpson, en 1972, patentó por su parte otro pedal con el cual era posible tocar dos bombos con un solo pie. A partir de la década de 1980, si bien los parches seguían estando amortiguados, se comenzó a admitir la resonancia, y se fue afianzando un diámetro estándar de 22 pulgadas. Modernamente también es habitual el uso de modelos de 18 pulgadas —principalmente en entornos acústicos y jazz—, o de 20 pulgadas, dada su versatilidad.

## Sonido

Uno de los posibles modos de vibración de un parche circular de tambor.

Una de las características principales del sonido de este instrumento es su tono indefinido y gravísimo, si bien un intérprete de bombo puede conseguir una amplia variedad de timbres, tonos y matices mediante determinadas técnicas. Posee un gran espectro dinámico, lo que hace que su sonoridad sea capaz de abarcar desde un murmullo o sonoridad misteriosa (pianississimo) hasta un fortísimo estruendo, lo cual puede usarse para crear efectos de sonido tales como refuerzos rítmicos, imitación de cañones, truenos, terremotos, etc. El compositor Walter Piston afirmó, en su tratado de orquestación, que «el poder sonoro del bombo es mayor que el de cualquier otro instrumento de la orquesta». Por su parte, Cecil Forsyth manifestó que «un único golpe profundo y retumbante es suficiente para producir una sensación de lejanía, de solemnidad, incluso de desolación desesperanzada. Es prácticamente imposible encontrar una marcha fúnebre orquestal que no ilustre este punto.» El instrumento es también capaz de producir otros timbres diversos, determinados por dos características principales: el ataque —o modo de iniciarse el sonido— y la resonancia —o vibración del instrumento—. Entre los distintos elementos de los que un intérprete puede ayudarse se incluyen la dureza o tipo de las mazas, el cambio a un área de golpeo diferente (del parche o casco), el uso y posicionamiento de una sordina, el tipo de sistema de amortiguamiento usado, la elección entre el uso de un parche de piel o plástico, e incluso afinar el parche a un tono determinado. Otras técnicas pueden también incluir el uso de un pedal, o el empleo de varios bombos simultáneamente.
Mientras que en los bombos de marcha se suele obtener un ruido sordo, en la orquesta se busca un sonido como "de trueno bajo". El tamaño y el peso de las mazas a usar son relativos al tamaño y tipo de bombo, por lo que los bombos sinfónicos se golpean generalmente con una maza grande y suave, habitualmente sostenida con la mano derecha, y suficientemente pesada para provocar que vibre la gran caja de resonancia del instrumento. La tensión de los parches debe ser pareja a lo largo de todo el perímetro de los parches, y suficientemente aflojada, aunque permitiendo que el bombo produzca un sonido resonante. Si el parche es destensado demasiado se obtiene por el contrario un sonido blando y endeble, sin cuerpo tonal.
Debido a que el sonido del instrumento se proyecta según sea la orientación de sus parches, es importante que el bombo tenga la inclinación adecuada para una buena proyección de su sonido. En nuestros días, el bombo orquestal se coloca normalmente de forma que los parches quedan en posición vertical, pero en ángulo, para que el percusionista golpee desde el lado. Si bien en ocasiones el parche se golpea en una posición casi horizontal, en esta posición la calidad del sonido es más pobre debido a que las vibraciones se reflejan en el suelo. Además, es conveniente aislar los ruidos que puedan existir derivados de la instalación del instrumento; los soportes donde el bombo queda suspendido ayudan a aislarlo de cualquier otra superficie de contacto.

Áreas apropiadas para el golpeo en un bombo.
1. Interpretación general.
2. Stacatto y golpes de cañón.
3. Redobles y efectos especiales.

El área que produce mejor un sonido cálido y meloso y proyecta toda la sonoridad y resonancia del bombo se encuentra ligeramente alejada del centro del parche. Dependiendo del tamaño del instrumento y del tipo de parche, esta área óptima para tocar puede encontrarse entre uno y dos tercios de la distancia entre el borde y el centro del parche, por lo que el percusionista debe habitualmente localizar la zona ideal de golpeo por prueba y error. Para una interpretación general hay que evitar percutir cerca del borde, pues el tono fundamental del instrumento incluye las partes graves que se escuchan cuando se golpea el bombo cerca del centro, mientras que si se golpea en el borde se oye el tono propio del parche. Cuando se requiere una articulación dura y seca, puede recurrirse al amortiguamiento del instrumento, un uso de baquetas duras y el golpeo un poco más cerca del centro del parche. Para un sonido más indefinido con más sobretonos, el área de ejecución puede desplazarse más cerca del borde del parche.
El uso de parches de piel, los cuales son habitualmente apreciados por ofrecer una mayor calidad de sonido que los de plástico, todavía es común en tambores utilizados en ámbito orquestal, principalmente en timbales. Sin embargo, al contrario que con el timbal, del cual se desea extraer un tono definido, se cuida la construcción y afinación de un bombo para evitar esto. Los bombos sinfónicos pueden producir distintos tonos según sea la caja de resonancia del instrumento —es decir, su tamaño—, pero en busca de disipar cualquier impresión de tono los parches pueden ajustarse a alturas diferentes, afinando por ejemplo el parche de resonancia aproximadamente un semitono más grave. Mediante el uso de mazas grandes y suaves se ayuda también a eliminar cualquier rastro de tono.
El bombo orquestal puede además llegar a ser utilizado como una especie de timbal «super-contrabajo». Su sonido en dinámicas piano o pianissimo tiene una profundidad que queda lejos del registro que puede llegar a alcanzar un timbal, cualidad que Verdi explotó en el «Mors stupebit» de su Requiem. Por otra parte, para dinámicas mayores, el bombo también es capaz de proyectar un peso muy superior al que puede conseguir el timbal, lo que puede añadir un clímax adicional incluso cuando los timbales ofrecen ya todo su potencial.

### Mazas y baquetas

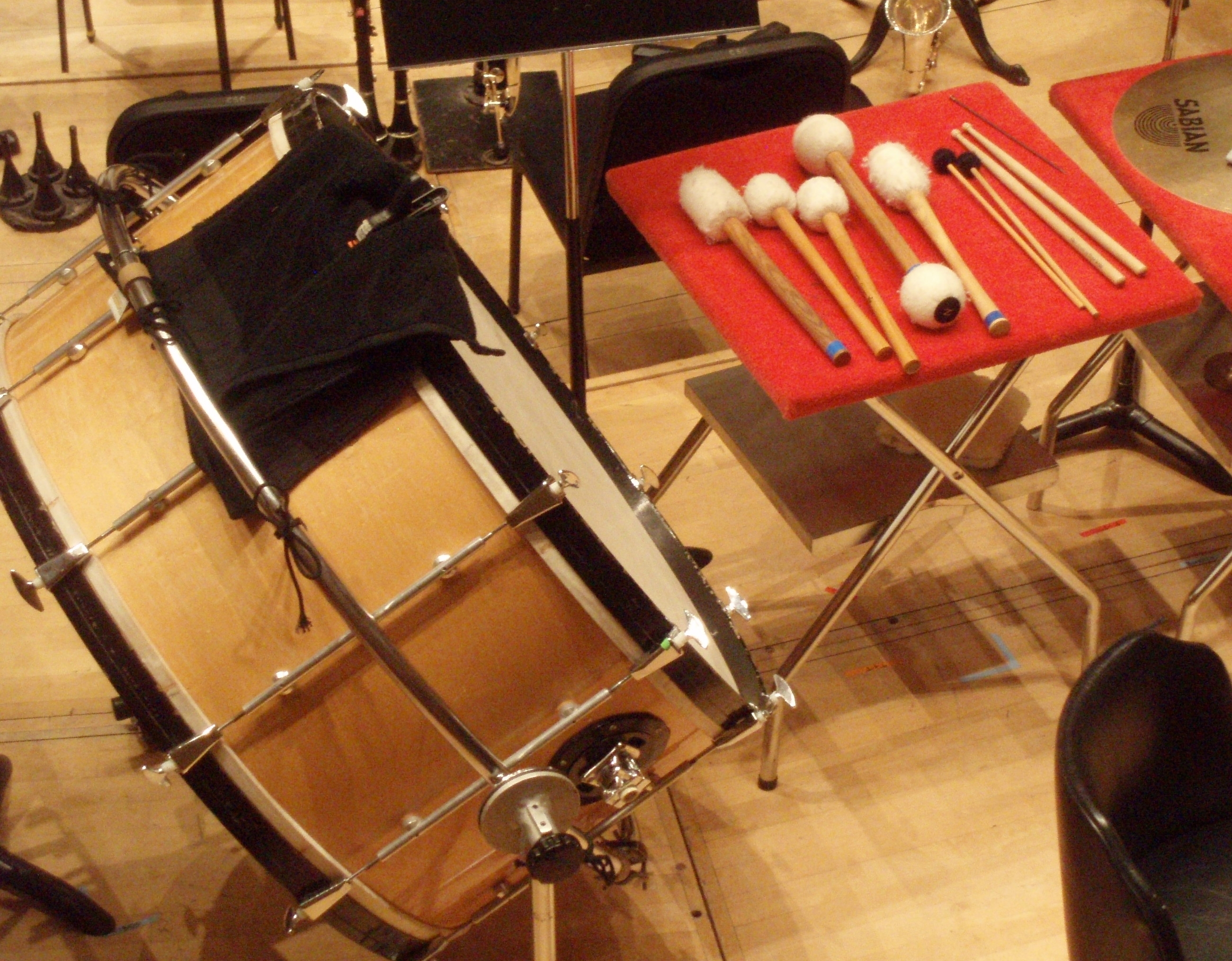
Un bombo con paño como sordina, junto a diversas mazas para bombo y otras baquetas.

Como ya se ha comentado, el tamaño y el peso de las mazas a usar son relativos al tamaño y tipo de bombo. Para golpear el parche en un bombo orquestal se emplea una amplia variedad de mazas y baquetas de distintos tamaños, formas y materiales, según se busque crear determinados matices o efectos, si bien lo usual es utilizar mazas propias para bombo con suficiente peso para producir un sonido adecuado. No son habituales, sin embargo, las indicaciones expresas sobre qué baqueta utilizar, y es el intérprete quien suele decidir el tipo de maza que requiera cada pasaje; por lo general, el empleo de mazas blandas proporciona un sonido más meloso y rico, mientras que las baquetas duras proporcionan más ataque y precisión. Comúnmente, un conjunto básico de mazas incluye una maza grande de fieltro para uso general, una pareja de mazas para redoble, y otra pareja para sonidos articulados, como por ejemplo con cabezas de fieltro duro o de madera recubierta con gamuza.
Las mazas para propósito general son habitualmente de mango grueso, con unos 25 a 35 centímetros de largo y de madera —como carpe o haya—, y una cabeza de fieltro denso la cual, con unos 7 u 8 centímetros de diámetro, es considerablemente más grande y pesada que cualquiera para timbal. Las mazas para bombo normalmente son también redondas o elípticas y de una sola cabeza, aunque se usan asimismo mazas dobles con dos cabezas para poder realizar redobles a una mano, golpeando alternativamente cada maza. Para este cometido también suele emplearse una pareja de mazas de redoble, ligeramente menores que las utilizadas para propósito general, con mangos más delgados y fieltro blando. Estas mazas, las cuales producen un sonido más exiguo, también pueden emplearse para golpes en matices pianos. A veces se requieren particularmente baquetas de timbal para interpretar un redoble, si bien el poco peso de estas no las hace idóneas en esta situación, y deberían ser utilizadas únicamente cuando se especifique, sea para redoble u otros usos como la obtención de determinados matices, la ejecución de ritmos complejos o pasajes rápidos.
Por lo general, para ritmos rápidos o pasajes articulados y secos se suelen utilizar baquetas de fieltro duro o de madera recubierta. Las mazas de fieltro duro producen un timbre con mucho ataque, aunque poco volumen. Se pueden emplear asimismo mazas con cabezas recubiertas con cuero, las cuales producen un timbre duro; con cabeza de madera, para un sonido resultante seco, enérgico y ruidoso, siendo su ataque audible de forma nítida; baquetas de caja, cuyo sonido es muy seco, duro, preciso y ruidoso, si bien son demasiado ligeras para que el bombo obtenga toda su resonancia; o baquetas de marimba o vibráfono, para producir un timbre duro, pero con menos volumen. Otros usos pueden emplear escobillas, las cuales pueden obtener sonidos como siseos o zumbidos; vergas, como las utilizadas con la técnica turca; e incluso los dedos. Puccini indica incluso el uso de una baqueta de hierro (bacchetta di ferro) en su Madama Butterfly.

### Sonido del bombo de pedal

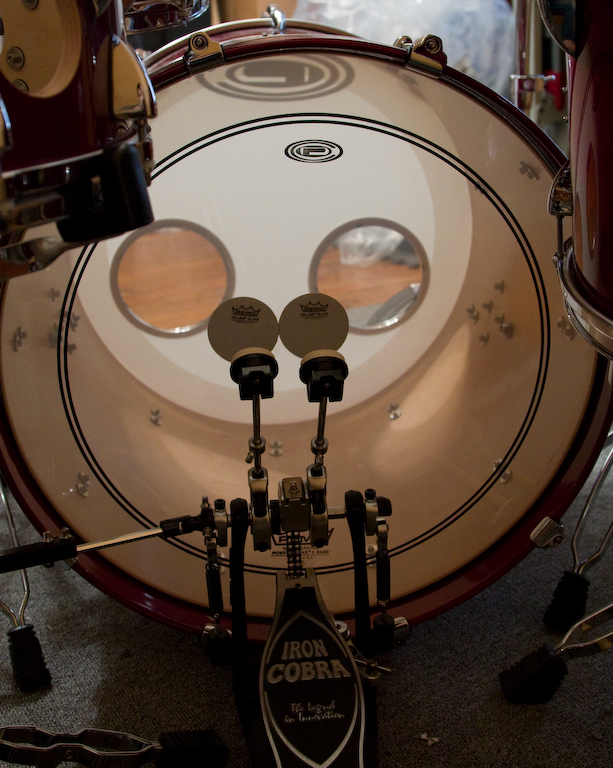
Detalle de un bombo con doble pedal y el parche resonador perforado.

El método de golpeo mediante un pedal no permite ninguna variación en la entonación, lo que provoca que los golpeos sean monótonos y suenen más bien muertos y secos. A menudo se usan incluso paños para amortiguar más el sonido, producido habitualmente por mazas con cabeza redonda o cuadrada, de fieltro o madera. Sobre la longitud del bombo, esta afecta más a la respuesta que al sonido, siendo los profundos más apropiados para conseguir potencia y volumen, y los estrechos para contextos acústicos.
Un factor crucial en la resonancia del bombo de pedal es la actuación del parche delantero, o parche resonador. Si bien su ausencia produce nula resonancia, se puede conseguir un mayor ataque y proyección, lo cual en algunos estilos de música puede llegar a ser apropiado. Para conseguir un equilibrio entre estos factores se han llegado a diseñar parches resonadores perforados.
Por otra parte, siguiendo con la tendencia creciente de maximización de la resonancia desde la década de 1990, se han diseñado también sistemas como el «Woofer», o resonador para bombo, consistente en un bombo adicional del mismo diámetro, pero más estrecho que uno tradicional, que se monta delante del bombo en el que se está tocando.

## Técnica instrumental
En un bombo sinfónico, el golpe se suele ejecutar mediante un movimiento combinado de antebrazo y muñeca dirigido hacia el parche, pues un golpe directo —en contraposición a un movimiento circular u oblicuo— produce la máxima vibración y profundidad de tono del parche. Para una interpretación general, un intérprete de bombo orquestal suele permanecer detrás del instrumento, o ligeramente más cerca del parche batidor, con el instrumento posicionado en un ángulo de 45 grados o más. Para un acceso fácil a las mazas y baquetas es normalmente necesaria también alguna bandeja o estuche auxiliar. Las técnicas de ejecución incluyen diferentes tipos de golpe como el legato o stacatto, al igual que efectos como redobles, apagado, golpeos al unísono o notas de gracia.

### Legato
Se usa la palabra italiana legato para describir el golpe de bombo que produce un sonido grande y timbre redondo. Esto se consigue mediante el uso de una maza bastante grande que cuente con suficiente peso para hacer vibrar los parches del instrumento sin causar un tono duro y seco, pues se busca producir un tono cálido y meloso sin un impacto marcado. Para dinámicas suaves, se utiliza un movimiento básicamente de muñeca, mientras que para volúmenes más fuertes se utiliza también combinado un desplazamiento de brazo. Es importante acompañar el movimiento de la maza tras el golpeo para permitir al parche resonar y conseguir un legato completo y sonoro.

### Staccato

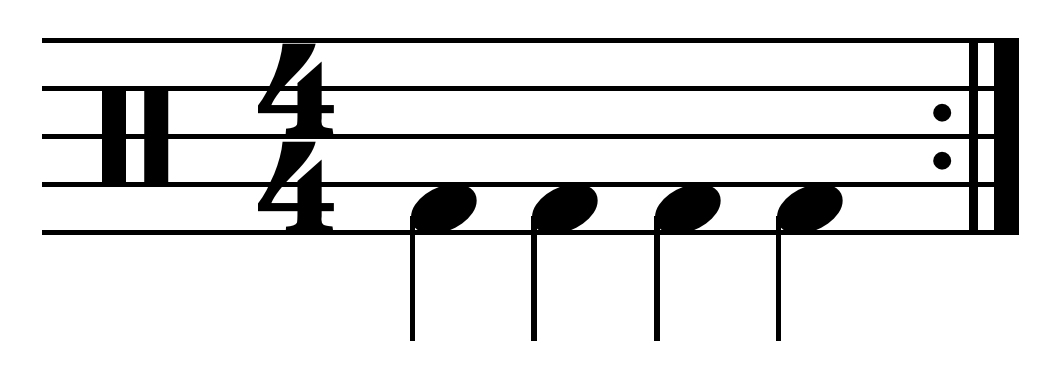
Típico ritmo utilizado por el bombo para mantener el tempo.

Al contrario que el golpe de legato, el cual crea un sonido llano y conectado, el golpe de staccato crea un sonido limpio y seco, referido en italiano como secco. Para ello se utiliza un agarre más ceñido y un golpeo más directo e inclinado, utilizando primordialmente la muñeca. Con el empleo de este golpe, el bombo puede mantener un golpeo firme y rítmico, lo cual es útil para mantener un pulso de marcha consistente. Esta es una de las principales funciones del instrumento y los compositores se apoyan habitualmente en este pulso básico para ayudar a una agrupación a tocar con precisión. Otra de las funciones del staccato es la interpretación de pasajes donde se deba articular claramente, como por ejemplo para ritmos rápidos. El uso de una maza más dura con una cabeza algo más pequeña de lo habitual puede ayudar a reducir la resonancia y permite que el sonido se proyecte. Por otra parte, para pasajes rítmicos, posicionar el instrumento de forma horizontal puede ayudar también a obtener un mejor control de los ritmos.

### Redoble o trémolo
Usualmente, el redoble es indicado con un símbolo de trémolo o con tres barras atravesando la plica o sobre ella, y su función es la de producir un sonido continuado. Para un redoble de bombo se utilizan comúnmente dos mazas algo más pequeñas y ligeras que las usadas para golpes simples, percutiéndolas alternativamente a una velocidad que permita el mantenimiento del sonido del bombo. Puede emplearse un agarre tanto tradicional como paralelo, posicionando el cuerpo de manera que las baquetas se sitúen confortablemente de manera equidistante respecto al centro del parche. Un método práctico y efectivo para ejecutar redobles largos es colocar el bombo en una posición horizontal. Antiguamente, el redoble se solía ejecutar incluso con una única maza, golpeando esta con la cabeza y el extremo o con una maza de dos cabezas, lo cual ayudaba a liberar una de las manos. En la actualidad, si un intérprete ha de ejecutar un redoble con una única mano puede optar también por sujetar dos mazas en una mano con un agarre similar al de instrumentos de láminas como la marimba o el vibráfono. Para dinámicas suaves se recomienda tocar cerca del borde del parche, donde se consigue un sonido más delicado y con más armónicos, mientras que para mayores dinámicas se utiliza una zona más cercana al centro.

### Apagado

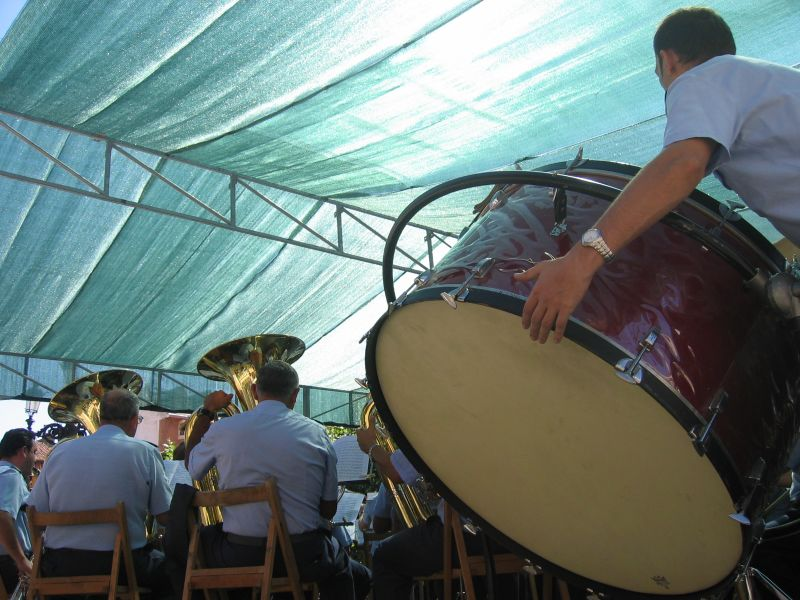
El procedimiento para apagar la resonancia del bombo en notas secas y fuertes es habitualmente mediante la mano izquierda en el parche resonante.

Para notas de corta duración, o bien se ejecutan en el centro del parche —donde las vibraciones son más débiles y la resonancia es menor—, o bien son apagadas, lo que significa detener la vibración de los parches. El procedimiento para apagar la resonancia del bombo en notas secas y fuertes es habitualmente mediante la mano izquierda en el parche resonante, y la rodilla derecha en el parche que es golpeado. Para ello el pie derecho puede ser colocado en un pequeño taburete o en el reposapiés del soporte para bombo, lo que eleva la rodilla derecha en una posición donde poder descansar sobre el parche batidor y apagarlo. En pasajes rítmicos, o para reducir la resonancia, es usual también el empleo de un paño o similar en el parche batidor —sin cubrir la zona de golpeo—, lo cual produce un timbre más duro y amortiguado. El área cubierta por la tela dependerá del parche y del tamaño del instrumento, siendo incluso en ocasiones amortiguado también el parche resonador, o el bombo posicionado en posición horizontal. Otros intentos de reducir la resonancia del bombo han llevado por ejemplo a la construcción de modelos de bombo con un apagador interno, accionado con pedal. Siguiendo esta idea, hay quien introduce dentro del casco objetos como papeles con el objetivo de ayudar al apagado, mientras que otros optan por adosar una cinta adhesiva al parche. Sin embargo, estas últimas técnicas no son recomendables.
Asimismo, un factor que el intérprete debe considerar es la longitud de las notas con relación a la música, pues a menudo lo que está escrito podría no ser exactamente lo que el compositor tenía en mente. A veces los valores de las notas que se ven son demasiado cortas en relación con otras partes de viento, como si solo estuviera escrito el ataque del bombo, y se debe tener en consideración si es apropiado dejar resonar el instrumento algo más antes de apagarlo. Por el contrario, cuando los compositores quieren indicar que una nota debe sostenerse o dejarse sonar sin apagar, es habitual el empleo de una línea curvada a continuación de la nota correspondiente, o de la abreviación L.V.

### Uso combinado de mazas y notas de gracia
Puede ser útil el empleo conjunto de una maza normal y una baqueta más dura cuando se ejecutan ritmos que combinan figuras musicales típicas en los ritmos de bombo como negras o blancas —los cuales son más apropiados para tocar con una maza blanda— junto con medidas rápidas de corcheas y semicorcheas —donde es más recomendable el empleo de una maza dura—. Para pasajes que contienen notas de valores largos es recomendable además posicionar el bombo de forma vertical, pues en posición horizontal el parche inferior no proyecta bien el sonido al encontrarse paralelo al suelo. En ciertos pasajes donde sería recomendable un cambio de maza, pero no haya tiempo para ello, el intérprete debe decidir qué tipo es el más apropiado para el pasaje, pero por lo general es mejor utilizar mazas que permitan que los pasajes más rítmicos sean interpretados de forma clara. La ejecución de notas de gracia se realiza con dos baquetas duras, mediante golpes simples y un uso del staccato para asegurar la claridad de cada nota de gracia.

### Uso conjunto con platillo

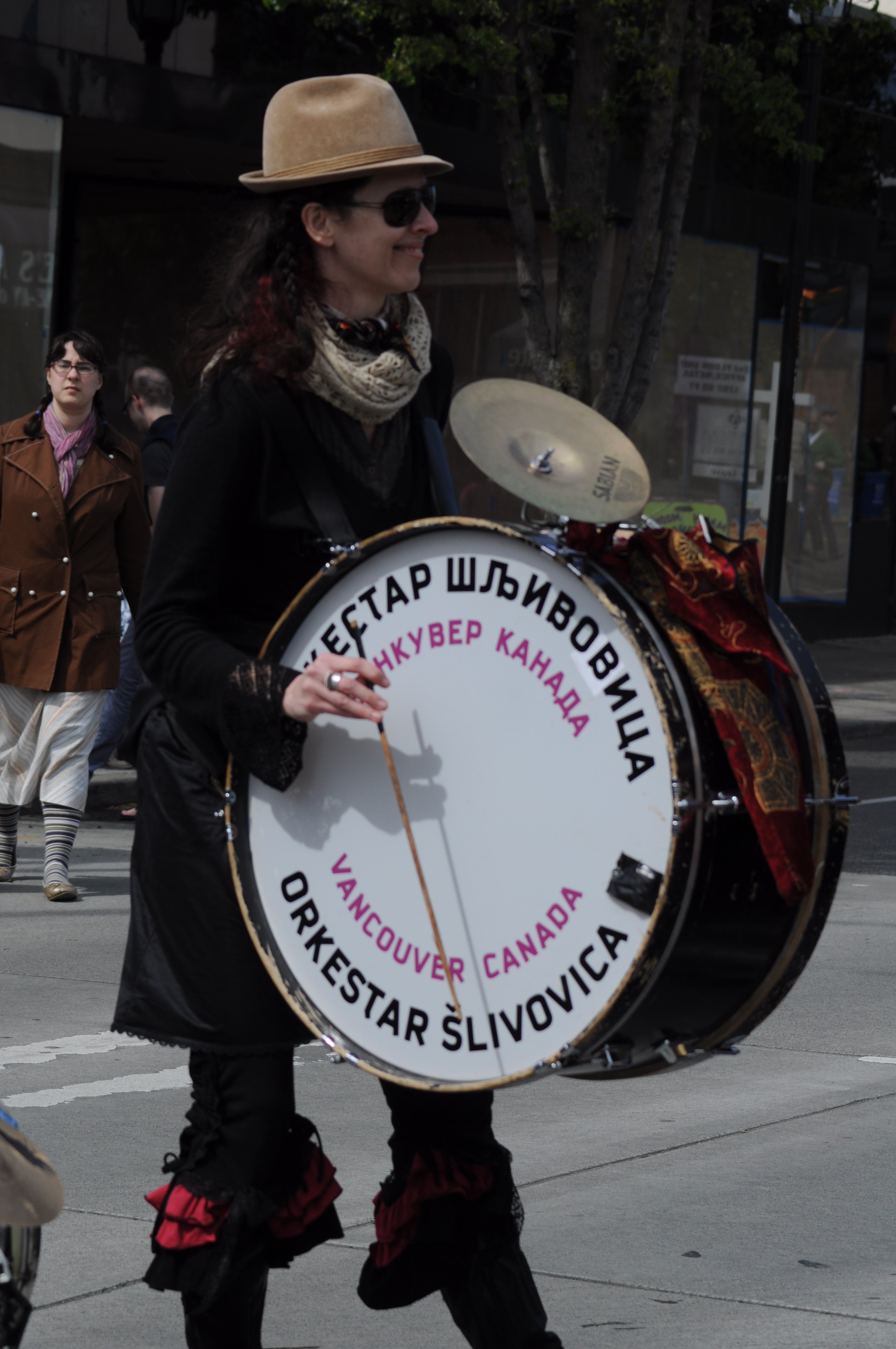
El uso de un plato acoplado a un bombo se encuentra extendido en diversos ámbitos de la música popular.

Desde la época de las bandas jenízaras, el bombo se ha seguido utilizando junto con los platillos de choque para marcar el ritmo, lo cual ha dejado incluso en el idioma locuciones como «a bombo y platillo» o «a bombo y platillos». A pesar de las quejas de Berlioz, algunas agrupaciones como las bandas militares siguieron empleando en sus actuaciones y conciertos un platillo montado en el casco del bombo mediante una especie de casquillo, para su uso conjunto por un único músico. Este dispositivo garantiza una mayor coordinación entre los dos instrumentos, aunque desmerece el sonido, especialmente de los platillos, así como también hace difícil apagar el parche de resonancia. La técnica habitual utiliza para ello la rodilla derecha, mientras el plato superior se apaga con la ayuda del pecho, y el adherido al bombo con la mano que sostiene la maza. Es común además el empleo de una maza de dos cabezas, que permite al intérprete ejecutar un trémolo con un movimiento diestro de la muñeca. En orquesta, si bien ya no es habitual la práctica de montar los dos instrumentos, pues los platillos suelen precisar toda la atención del intérprete, todavía se sigue a veces realizando debido a que algunos compositores requieren explícitamente esto en sus partituras, como por ejemplo en Petrushka, de Stravinski; o en la Sinfonía n.º 1 de Mahler.
En la música popular, este uso conjunto se encuentra extendido en diversos ámbitos. Por ejemplo, en las agrupaciones musicales del Carnaval de Cádiz, el bombo con platos forma parte junto a caja y guitarras, de la plantilla instrumental de comparsas y chirigotas. En Argentina, el uso del bombo con platillo se encuentra asimismo muy arraigado, y es un instrumento característico de la murga porteña. Se lo utiliza en celebraciones populares como el carnaval y los partidos de fútbol, y particularmente en los reclamos sociales y políticos.[cita requerida]

### Bombo de pedal
Principalmente, existen dos técnicas básicas para tocar el bombo de batería: con el talón abajo y con el talón arriba. Para la primera de ellas el pie, colocado sobre el pedal, provoca mediante un balanceo que la maza golpee el parche, y vuelve inmediatamente a la posición inicial —esto es, el pie apoyado completamente sobre el pedal—. Para la segunda técnica, el talón se retira del pedal, y se utiliza la punta del pie, el cual vuelve posteriormente a la posición inicial. De esta forma, se pueden obtener golpes más fuertes y articulados.
Sobre el mecanismo, cuando el pie descanse encima del pedal, la tensión del resorte debería ser la apropiada para que la maza no haga contacto con el parche; a mayor tensión, más rápido y fuerte será el rebote. Además, el empleo de dobles pedales, tocados sobre un bombo o dos, permite la ejecución de hasta redobles.